# Балка Сальматрова
Балка Сальматрова, Сальмистрова (рос. б. Сальматрова; Б. Сальматрова) — балка (річка) в Україні у Слов'яносербському районі Луганської області. Права притока річки Лугані (басейн Азовського моря).

## Опис
Довжина балки приблизно 7,32 км, найкоротша відстань між витоком і гирлом — 5,47  км, коефіцієнт звивистості річки — 1,34 . Формується декількома балками та загатами.

## Розташування
Бере початок на східній стороні від села Яснодольськ. Тече переважно на північний схід і на північно-західній околиці села Хороше впадає у річку Лугань, праву притоку річки Сіверський Донець.

## Цікаві факти
- У минулому столітті на балці існувала водокачка.[1]